# Бергнојштат
Бергнојштат (њем. Bergneustadt) град је у њемачкој савезној држави Северна Рајна-Вестфалија. Једно је од 13 општинских средишта округа Обербергиш. Према процјени из 2010. у граду је живјело 20.000 становника. Посједује регионалну шифру (AGS) 5374004, NUTS (DEA2A) и LOCODE (DE BNT) код.

## Географски и демографски подаци
Бергнојштат се налази у савезној држави Северна Рајна-Вестфалија у округу Обербергиш. Град се налази на надморској висини од 206-500 метара. Површина општине износи 37,9 km². У самом граду је, према процјени из 2010. године, живјело 20.000 становника. Просјечна густина становништва износи 528 становника/km².

## Међународна сарадња
| Мјесто   | Држава    | Врста сарадње | Од    |
| -------- | --------- | ------------- | ----- |
| Ландсмер | Холандија | партнерство   | 1968. |
|          | Француска | партнерство   | 1967. |
| Извор    |           |               |       |